# دومينيكو سيكاريلي
دومينيكو سيكاريلي (بالإيطالية: Domenico Ceccarelli)‏ (18 أغسطس 1905 – أكتوبر 1985) هو ملاكم إيطالي راحل، مثّل بلاده في الألعاب الأولمبية الصيفية 1928.

## روابط خارجية
دومينيكو سيكاريلي على موقع أوليمبيديا (الإنجليزية)